# C·罗伯特·凯勒

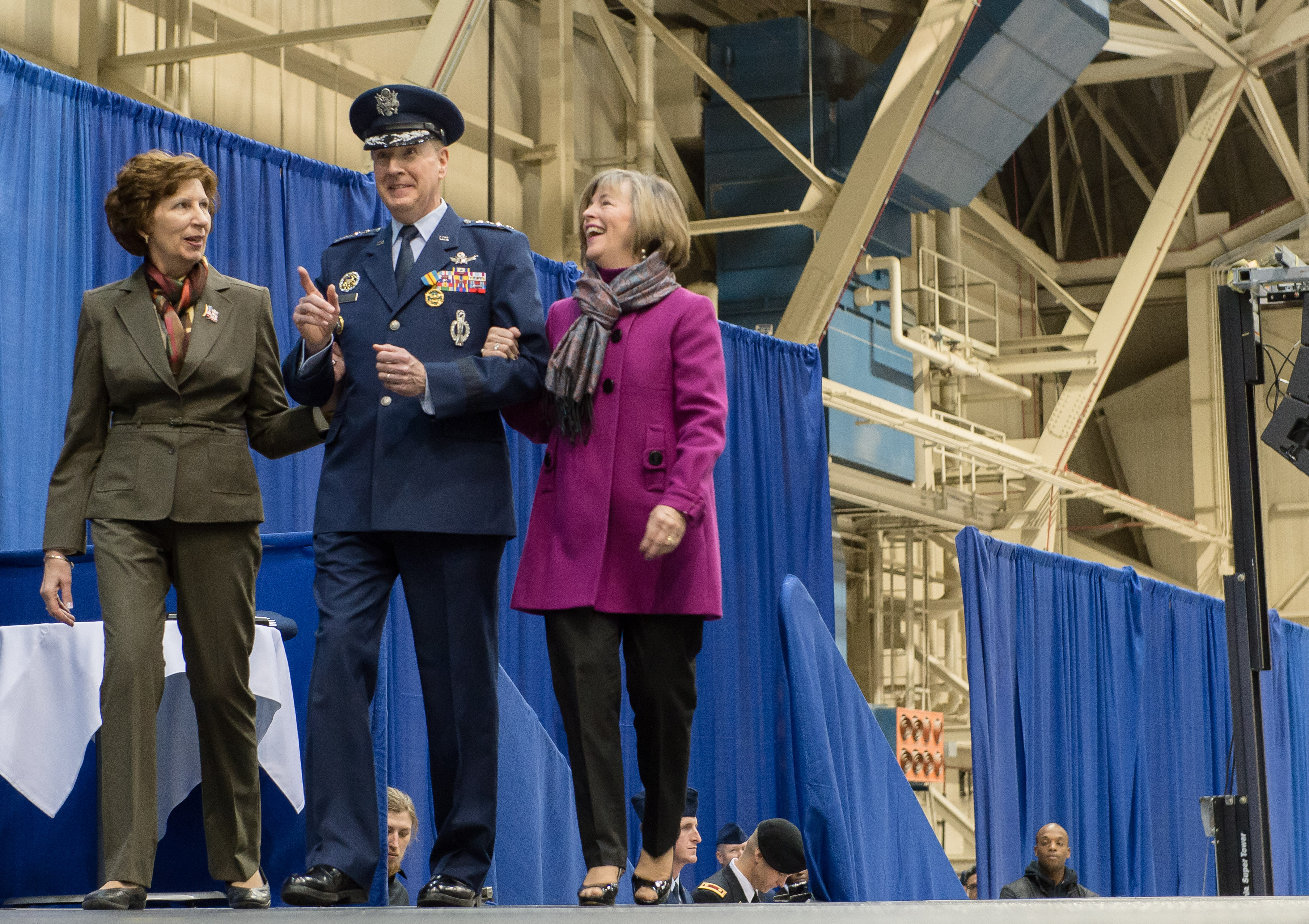
凯勒空军上将在战略司令部交接仪式暨退役仪式上在夫人陪同下检阅部队

克劳德·罗伯特·“鲍勃”·凯勒（1952年4月7日—），美国空军退役上将，2013年11月15日前任美国战略司令部司令。之前，与2007年10月12日至2011年1月5日担任美国空军空间司令部司令，负责美国空军空间和导弹系统的发展、采办和作战，负责督导美国空间监视网、导弹预警和航天发射系统，还包括美国洲际弹道导弹战备系统，他领导着近4万名专业人员为北美防空防天司令部和战略司令部提供作战力量。当前，凯勒上将担负着空间、赛博等战略领域的计划和作战使命。

## 生平

### 早年
凯勒于1952年4月7日出生于宾夕法尼亚州丹维尔的军人世家，其父克劳德·E·凯勒二战中曾在巴顿麾下效命，晋升至上尉。在宾州长大，就读于沙莫金区高中，很早就想成为宾州州立大学的一员，并如愿以偿，1974年毕业，获得教育学理学学士学位。

### 空军生涯
凯勒大学时开始参加通过空军预备军官训练团宾州分部的训练，此时，由于越战引起的争议，他所在的训练队从1971年至1973年被宾州年鉴中省略，但该单位仍然在71至72学年和74至75学年两次荣获空军杰出单位奖。同时，凯勒也荣获空军预备军官训练团杰出毕业生，并与1975年4月正式加入空军服役。
不久，凯勒前往加利福尼亚州的范登堡空军基地，参加了导弹战斗组作战战备训练，6月毕业，再次荣获杰出毕业生。之后，前往蒙大拿州马姆斯特罗姆空军基地的第341战略导弹联队，担任导弹战斗组成员、教官、突发战争指令教官等职。在冷战的高峰时期，作为战略导弹联队，姆斯特罗姆靶场是全美之最，占地61,000平方公里，4支导弹中队共保有200民兵2型枚洲际弹道导弹。导弹班组成员轮班执勤，以保证导弹全天时覆盖。
在第341战略导弹联队任职期间，凯勒完成了中队军官学校学习，并且延续着他的传统，再次成为少数杰出毕业生之一。1981年1月，完成了在该联队的任职，被选至空军参谋部训练计划实习，不久，担任人事参谋。在华盛顿特区，他的大儿子马特与1982年2月出生，很快，凯勒被分配到位于内布拉斯加州奥佛特空军基地的战略空军司令部，担任导弹作战参谋。
1985年1月，凯勒全家再次搬到华盛顿特区，不久，凯勒晋升为少校。在空军立法联络局担任战略导弹科科长，成为里根总统洲际弹道导弹现代化项目在国会的重要推手。1986年，又喜添一子贾里德。并且于1987年在俄克拉荷马大学获得公共行政理学硕士学位。
完成在国会山的工作后，凯勒于1988年上半年在武装部队参谋学院学习。
凯勒的下一个单位是参联会联合参谋部核生化处，担任核部署和政策计划官，在核战争计划结构和目标等方面，他帮助完成了革命性转变，并在1989年晋升中校。
1991年7月，凯勒前往密苏里州怀特曼空军基地，执掌第351导弹联队第508导弹中队，负责50枚民兵2型洲际弹道导弹的维护和运行，常备不懈。一年后，调任第该联队作战大队副大队长，管辖旗下3个导弹中队。在该任期，凯勒通过函授完成了空军战争学院学习。
完成上述任期后，凯勒的资历已经足够出任大队长，他回到在蒙大拿州马姆斯特罗姆空军基地的第341导弹联队，担任作战大队大队长，在该任期被晋升为上校。1994年8月，凯勒前往罗德岛州，在海军战争学院学习，1年后，取得国家安全和战略研究文学硕士学位，论文《核武装之敌和联合指挥》，并在该学院出版。
完成海军战争学院学业后，凯勒开始在空间领域担任领导职务。他和家人搬到科罗拉多州，担任空军空间司令部监察长、副作战主任。1996年6月，前往加利福尼亚州的范登堡空军基地，担任第30空间联队联队长，该联队担负着空间发射和新火箭测试等任务，操作大力神和德尔塔系列火箭。
1998年6月，凯勒和家人回到华盛顿特区，在空军A5副参谋长办公室，担任空间优势处处长、空间优势和核威慑委员会主席，通过企业资源分配管理这空间领域4,500亿美元的预算。他仍然没有忘记学习，回到家乡宾夕法尼亚州参加卡内基·梅隆大学主办的高级主管学习。从1999年9月至2000年8月，凯勒担任A5副参谋长的特别助理。

### 晋升将官
2000年7月，凯勒拥有了第一颗星，荣膺将列。将军的第一个职务是回到科罗拉多州彼得森空军基地，担任第21空间联队联队长，从事空间监视和控制。
完成联队长任期，凯勒再次回到华盛顿特区，在空军部副部长办公室，担任国家安全与空间整合主任，致力于整合空军和国家侦察局的空间力量，并在该任上晋升少将。
2005年5月，他回到内布拉斯加州美国战略司令部，担任副司令员，并于2005年6月1日晋升中将，以及，晋升为中将军衔。作为副司令，协助战略司令部司令管理全球打击、导弹防御、空间作战、情报协调、网络战和打击大规模杀伤性武器等食物。
2007年10月，凯勒被晋升为上将，取代升任美国战略司令部司令凯文·奇尔顿，担任空军空军司令部司令。
2011年1月，凯勒再次取代奇尔顿上将，成为美国战略司令部司令。

## 教育经历
1974年,在宾夕法尼亚州立大学国家学院，获得教育学理学学士学位

1980年，在中队军官学校，以优等生毕业

1982年，完成空军指挥与参谋学院函授课程

1987年，获得俄克拉荷马大学公共行政理学硕士学位

1988年，在武装部队参谋学院学习

1992年，完成空军战争学院研讨会课程

1995年，获得国家安全与战略研究硕士学位

1998年，在卡内基-梅隆大学，完成执行力计划课程

2002年，在雪城大学克斯韦尔公民与公共事务学院，完成国家安全领导力课程

2006年，在哈佛大学肯尼迪政府学院，完成全球安全课程学习

## 履历表
| 序号 | 起始       | 终止       | 军衔 | 职务                                                                           | 服役地点                       |
| ---- | ---------- | ---------- | ---- | ------------------------------------------------------------------------------ | ------------------------------ |
| 1    | 1975年4月  | 1975年6月  |      | 导弹作战战备训练，学生                                                         | 加利福尼亚州，范登堡空军基地   |
| 2    | 1975年6月  | 1981年1月  |      | 第341战略导弹联队，导弹战斗组成员、教官、资深评估官、紧急战争指令教官          | 蒙大拿州，马姆斯特罗姆空军基地 |
| 3    | 1981年1月  | 1982年4月  |      | 训练计划，人事参谋                                                             | 华盛顿特区，空军参谋部         |
| 4    | 1982年4月  | 1985年1月  |      | 空军战略司令部，导弹作战参谋                                                   | 内布拉斯加州，奥福特空军基地   |
| 5    | 1985年1月  | 1988年1月  |      | 空军部长办公室，立法联络局，作战计划处，资源计划官，战略导弹科，科长           | 华盛顿特区，五角大楼           |
| 6    | 1988年1月  | 1988年7月  |      | 武装部队参谋学院，学生                                                         | 弗吉尼亚州，诺福克             |
| 7    | 1988年7月  | 1991年7月  |      | 联合参谋部，核生化处，核武部署政策计划官                                       | 华盛顿特区，五角大楼           |
| 8    | 1991年7月  | 1992年7月  |      | 第351导弹联队，作战大队，第508导弹中队，中队长                                 | 密苏里州，怀特曼空军基地       |
| 9    | 1992年7月  | 1993年2月  |      | 第351导弹联队，作战大队，副大队长                                              | 密苏里州，怀特曼空军基地       |
| 10   | 1993年2月  | 1994年8月  |      | 第341导弹联队，作战大队，大队长                                                | 蒙大拿州，马姆斯特罗姆空军基地 |
| 11   | 1994年8月  | 1995年7月  |      | 海军战争学院，学生                                                             | 罗德岛州，纽波特               |
| 12   | 1995年7月  | 1995年8月  |      | 空军空间司令部，监察长                                                         | 科罗拉多州，彼得森空军基地     |
| 13   | 1995年8月  | 1996年6月  |      | 空间司令部，副作战主管                                                         | 科罗拉多州，彼得森空军基地     |
| 14   | 1996年6月  | 1998年6月  |      | 第30空间联队，联队长                                                           | 加利福尼亚州，范登堡空军基地   |
| 15   | 1998年6月  | 1999年9月  |      | 空军参谋部，计划项目副参谋长办公室，空间优势处处长兼空间优势和核威慑委员会主席 | 华盛顿特区，五角大楼           |
| 16   | 1999年9月  | 2000年8月  |      | 空军参谋部，计划项目副参谋长办公室，项目主管特别助理                           | 华盛顿特区，五角大楼           |
| 17   | 2000年8月  | 2002年5月  |      | 第21空间联队，联队长                                                           | 科罗拉多州，彼得森空军基地     |
| 18   | 2002年5月  | 2005年5月  | \|   | 空军部副部长办公室，国家安全与空间整合主管                                     | 华盛顿特区，五角大楼           |
| 19   | 2005年6月  | 2007年10月 |      | 美国战略司令部，副司令                                                         | 内布拉斯基州，奥福特空军基地   |
| 20   | 2007年10月 | 2011年1月  |      | 空间司令部，司令                                                               | 科罗拉多州，彼得森空军基地     |
| 21   | 2011年1月  | 2013年11月 |      | 战略司令部，司令                                                               | 内布拉斯基州，奥福特空军基地   |

## 联合职位
1. 1988年7月—1991年7月，在联合参谋部核生化处，担任核武部署政策计划官。
2. 2005年5月—2007年10月，回到那布拉斯基州奥福特空军基地，担任美国战略司令部副司令。
3. 2011年1月至今，担任美国战略司令部司令，

## 奖章徽章
|  | 空间导弹作战徽章特级 |
|  | 导弹作战徽章特级     |
|  | 参联会办公室识别徽章 |
|  | 战略司令部           |

| Bronze oak leaf cluster                                                     | 空军杰出服役勋章 2次   |
|                                                                             | 国防部优异服役勋章     |
| Bronze oak leaf cluster · Bronze oak leaf cluster                           | 功绩勋章 3次           |
|                                                                             | 国防部军功奖章         |
| Bronze oak leaf cluster · Bronze oak leaf cluster · Bronze oak leaf cluster | 军功奖章 4次           |
|                                                                             | 空军嘉奖               |
| Bronze oak leaf cluster                                                     | 联合功绩集体奖 2次     |
| Silver oak leaf cluster · Bronze oak leaf cluster                           | 空军优秀集体奖 7次     |
| Bronze oak leaf cluster · Bronze oak leaf cluster                           | 空军优秀组织奖 3次     |
|                                                                             | 战备奖章               |
| Bronze star                                                                 | 国防服役奖章 2次       |
|                                                                             | 反恐战争服役奖章       |
| Silver oak leaf cluster · Bronze oak leaf cluster · Bronze oak leaf cluster | 空军长期服役奖章 8次   |
|                                                                             | 空军轻武器特等射手勋表 |
|                                                                             | 空军训练勋表           |

## 军衔晋升
| 标志 | 军衔 | 日期           |
| ---- | ---- | -------------- |
|      | 上将 | 2007年10月12日 |
|      | 中将 | 2005年6月1日   |
|      | 少将 | 2003年8月1日   |
|      | 准将 | 2000年7月1日   |
|      | 上校 | 1994年2月1日   |
|      | 中校 | 1989年6月1日   |
|      | 少校 | 1985年5月1日   |
|      | 上尉 | 1979年4月10日  |
|      | 中尉 | 1977年4月10日  |
|      | 少尉 | 1975年4月10日  |